# Cheyres-Châbles
Cheyres-Châbles ist der Name einer fusionierten Gemeinde im Kanton Freiburg, Schweiz. Sie entstand am 1. Januar 2017 durch den Zusammenschluss der früheren politischen Gemeinden Châbles und Cheyres.